# Cruz de Aranda
La Cruz de Aranda es un monumento ubicado en la zona rural de municipio de Nobsa en el departamento de Boyacá al centro-oriente de Colombia en la región del Alto Chicamocha. 
La cruz fue erigida en el año de 1886 por el padre José Agustín Aranda, quien era el párroco del municipio por ese entonces.

## Ubicación
Está ubicada a 17.4km del municipio de Nobsa, a 20 km de Sogamoso y a 207km de Bogotá sólo se accede a ella a pie, ya que el camino no está construido, además de ser muy riesgoso en épocas de lluvia.

## Historia
Su creación se debe a que como reza la leyenda el Diablo se aparecía en el municipio de Nobsa y hacía estragos, fue por ello que el padre José Agustín Aranda decidió levantar la cruz a finales del siglo XIX. 
El 1.º de Mayo los habitantes de Nobsa realizan una tradicional peregrinación a la cruz, que además de conmemorar el Día del trabajador también hace homenaje a un lugar que ha marcado la historia del pueblo. Este día también se realiza una carrera atlética hasta el lugar, contando con la participación masiva tanto de jóvenes como de adultos. Para llegar al lugar se realiza una caminata de alrededor de tres horas desde la zona urbana del municipio. Se han construido senderos y caminos que hacen más fácil el acceso también es un lugar preferido por los deportistas como los dé bicicletas de montaña (mtb), de todos los lugares del país.  
La Cruz de Aranda no es conocida solo por estos acontecimientos religiosos, sino también por los avistamientos de ovnis a lo largo de los años, fenómeno que particularmente ha llamado la atención de propios y visitantes, sobre todo de los ufólogos, quienes realizan excursiones para presenciar lo que muchos pobladores aseguran haber visto. 
Durante su existencia la Cruz de Aranda ha tenido tres versiones, la última erigida en el año de 1989, hecha de hormigón. Las anteriores cruces fueron dañadas por las condiciones climáticas y por los materiales en los que estaba hecho anteriormente.